# Csögle
Csögle är en ort (by) i provinsen Veszprém i västra Ungern. Orten har 518 invånare (2024), på en yta av 16,91 km². Den ligger cirka 26 kilometer nordväst om Ajka.